# Paul Louis Oudart
Paul Louis Oudart (* 26. Januar 1796 in Paris; † 19. Mai 1860 im 14. Arrondissement ebenda) war ein französischer naturwissenschaftlicher Maler.

## Leben und Wirken
Oudart heiratete Jeanne Alexandrine Lénoeque, mit der er zumindest einen Sohn (August Horace Oudart) hatte.

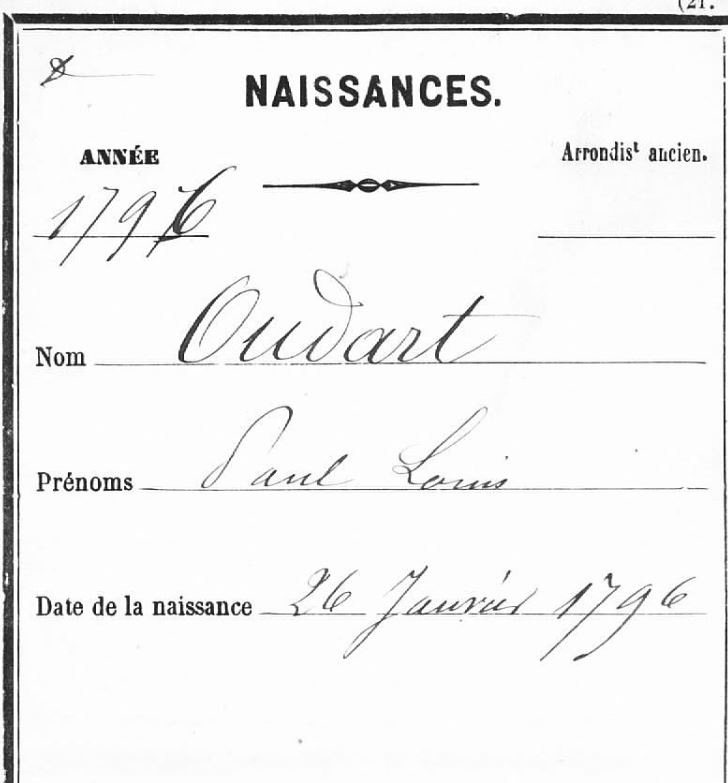
Eintrag seiner Geburt in Paris
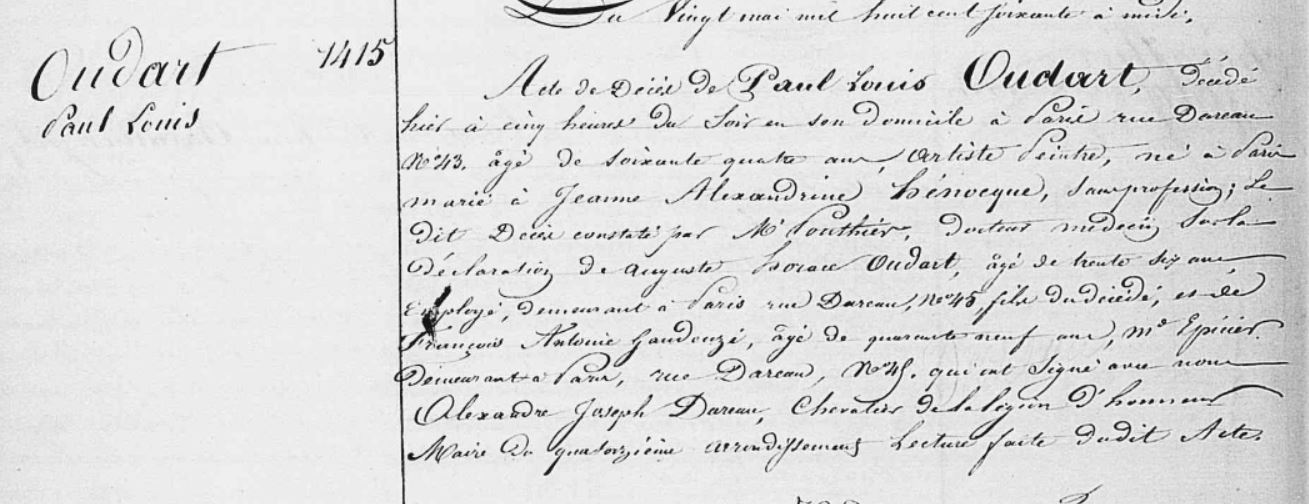
Eintrag seines Todes in Paris

Oudart war neben Pancrace Bessa (1772–1846) oder Jean-Gabriel Prêtre (1768–1849) einer der vielen Schüler des bekannten Pflanzenmalers Gerard van Spaendonck (1746–1822), so dass er dieses auch auf der Titelseite von La Galerie des Oiseaux erwähnte. Das zweibändige Werk veröffentlichte er gemeinsam mit Louis Pierre Vieillot (1748–1830).
Im Jahr 1819 stellte er zwei seiner Werke im Salon de Paris aus. Damals wohnte er in der Contrescarpe Dauphine, n. 4. Folgende Werke waren seine Ausstellungsstücke:
| Jahr | Nummer im Katalog | Titel                                                                   |
| ---- | ----------------- | ----------------------------------------------------------------------- |
| 1819 | 860               | Le Coucou Pivae du Brésil, et le Geai bleu de l’Amerique Septentrionale |
| 1819 | 861               | La Perruche de Pennant de la Nouvelle-Hollande                          |

Als Künstler war Oudart an vielen zoologischen Illustrationen in Werken zu französischen Forschungsreisen beteiligt. So hat er beispielsweise an Louis de Freycinets Voyage autour du monde, an Jules Dumont d’Urvilles Voyage au pole sud et dans l’Océanie, an Abel Aubert Dupetit-Thouars Voyage autour du monde, an Claude Gay Historia Fisica y Politica de Chile, an Victor Jacquemonts Voyage dans L’Inde oder an François Louis Nompar de Caumont de La Forces Expédition dans les parties centrales de l’Amérique du Sud mitgewirkt.
Oudart gilt als Autor der Kanareneidechse (Gallotia galloti), doch ist die Publikationsgeschichte etwas kompliziert.  Vor der Tafel hatte Paul Gervais zwar bereits den Namen veröffentlicht, doch da dieser Artikel keine Beschreibung enthielt, wird der Name als Nomen nudum betrachtet. Die Tafel zur Art erschien 1839 in Histoire naturelle des Iles Canaries noch vor Gabriel Bibrons und André Marie Constant Dumérils Veröffentlichung der Beschreibung in Erpétologie générale aus demselben Jahr. Paul Gervais Beschreibung zur Tafel in Histoire naturelle des Iles Canaries erfolgte erst im Jahr 1844. Somit gilt Oudart heute als Autor der Art.
Gervais veröffentlichte zwischen 1848 und 1852 in 20 Lieferungen zu 5 Francs und behandelte fossile und rezente Wirbeltiere Frankreichs mit 80 Abbildungen in dem zweibändigen Werk Zoologie et Paleontologie Francaises. Im Jahr 1859 erschien schließlich eine verbesserte Neuauflage mit einem Textband und einem Atlas mit 84 Tafeln. Die Tafeln zum neuen Atlas wurden von Oudart, Jacques Christophe Werner (1798–1856), Antoine Jean Baptiste Vaillant (1817–1852) und Charles Hippolyte Delahaye (1806–1882) unter der Leitung von Gervais illustriert.
Mit der Iconographie ornithologique veröffentlichte Marc Athanase Parfait Œillet Des Murs 1849 sein wichtigstes ornithologisches Werk. Es handelte sich um eine Fortsetzung von Georges-Louis Leclerc de Buffons (1707–1788) Planches enluminées und Coenraad Jacob Temmincks (1778–1858) sowie Guillaume Michel Jérôme Meiffren de Laugier, Baron von Chartrouses (1772–1843) Werk Nouveau Recueil de Planches coloriées d’Oiseaux. Die handkolorierten Lithographien stammten von Oudart und Lucien Alphonse Prévost (1799–1846). Auf dem Titelblatt des Werkes wird Oudart Peintre attaché au Muséum d’Histoire naturelle de Paris genannt, d. h., dass er als Angestellter des Muséum national d’histoire naturelle arbeitete. Für Charles Lucien Jules Laurent Bonaparte Iconographie des pigeons aus dem Jahr 1857 steuerte Oudart ebenfalls Tafeln bei.
In Arcana naturæ, ou Recueil d’histoire naturelle von James Livingston Thomson (1828–1897) erschien 1859 eine Tafel mit einer Unterart der Montezumawachtel (Cyrtonyx montezumae sallei), die Christophe Annedouche in Kupfer stach und Oudart illustrierte.
Für Philip Lutley Sclater illustrierte er 1857 die Tangaren in dessen Werk A monograph of the birds forming the tanagrine genus Calliste und 1854 in einem erweiterten Nachdruck von Synopsis of the Fissirostral Family Bucconidæ vier Tafeln. Als Daniel Giraud Elliot 1859 in der Fachzeitschrift The Ibis eine Rosenkehlbekarde beschrieb, nutzte er eine Tafel von Oudart zu deren Darstellung. Auch für die erste Ausgabe von Elliots A monograph of the Pittidæ, or family of ant-thrushes lieferte Oudart Tafeln. Doch schon im Vorwort schrieb der Autor:

„The illustrations were to have been executed by the late P. Oudart, of Paris, who long expierence in this branch of painting eminently qualified him for the undertaking; but after having finished only three, he was suddenly called away from his labors and I was without an artist.“

Auch Alfred Malherbes Monographie des Picidées ou Histoire naturelle des Picidés, Pigumminés, Yuncinés ou Torcols verwendete nach dem Tod des Künstlers zehn Tafeln mit Spechten gemalt von Oudart.

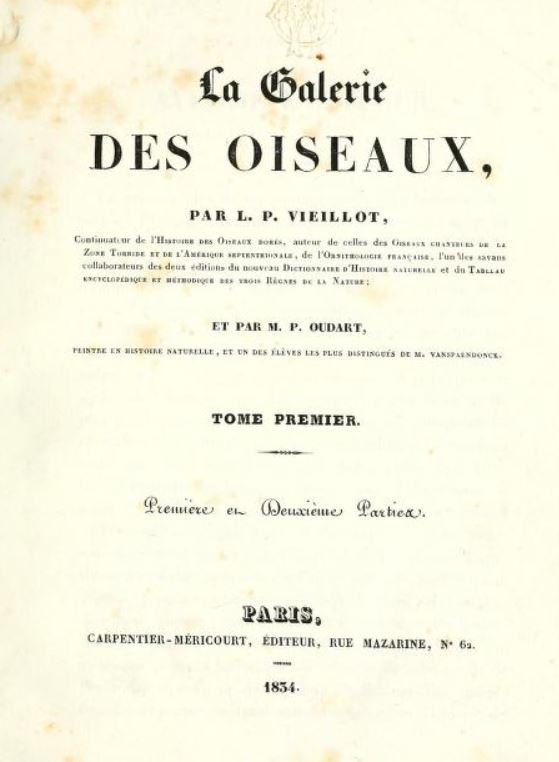
Titelseite von Galerie des Oiseaux
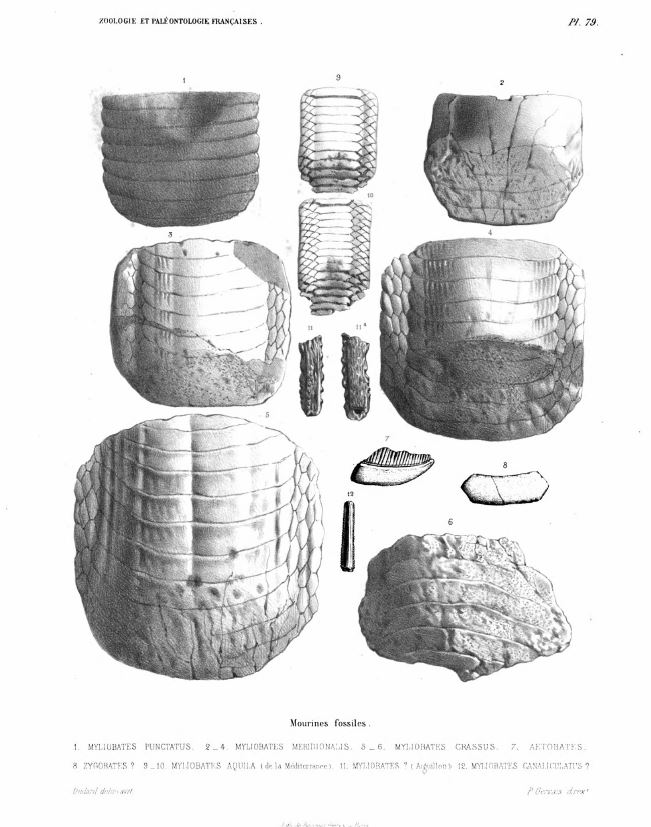
Rochenfossilien illustriert in Zoologie et paléontologie françaises
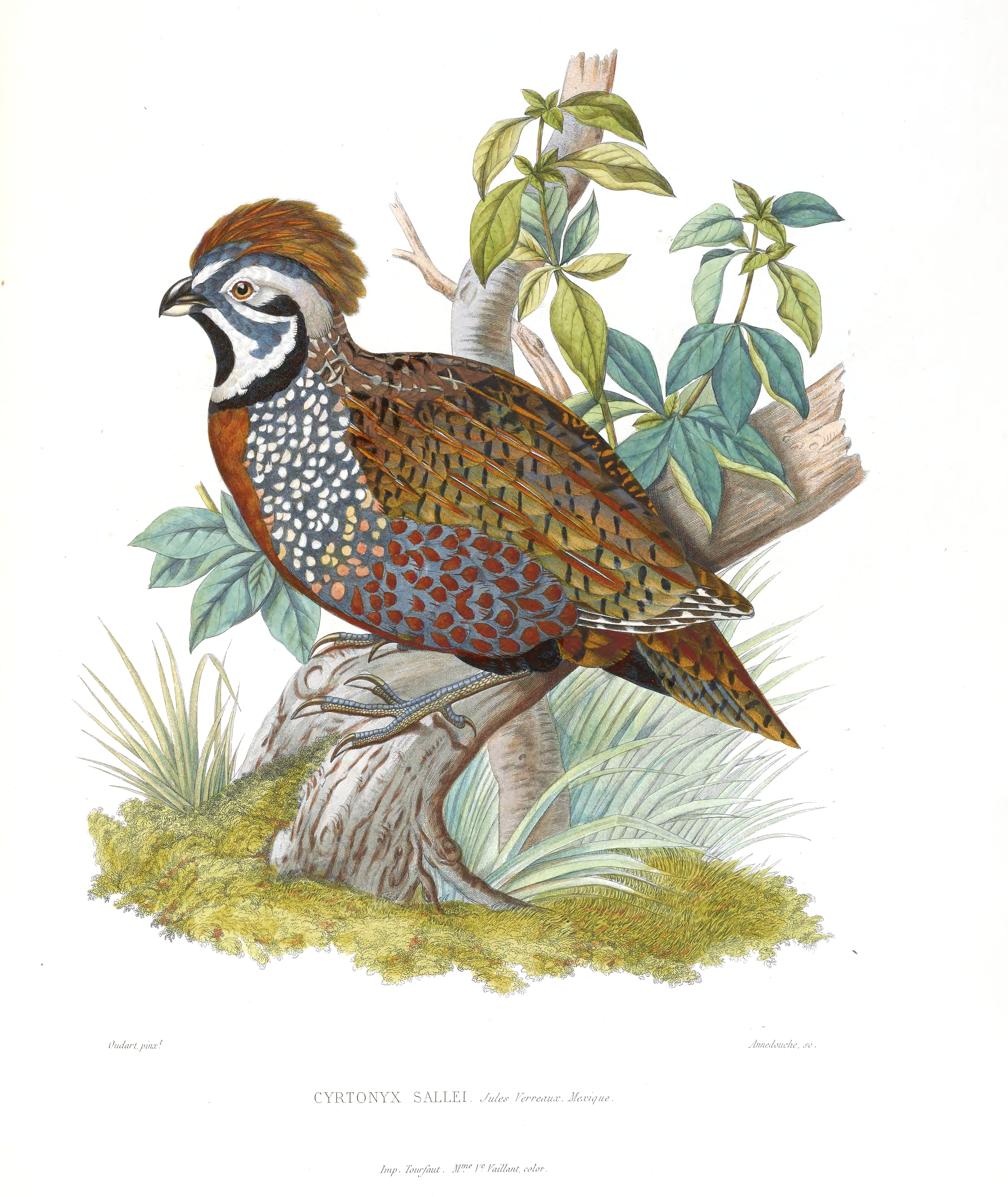
Montezumawachtel in Arcana naturæ, ou Recueil d’histoire naturelle
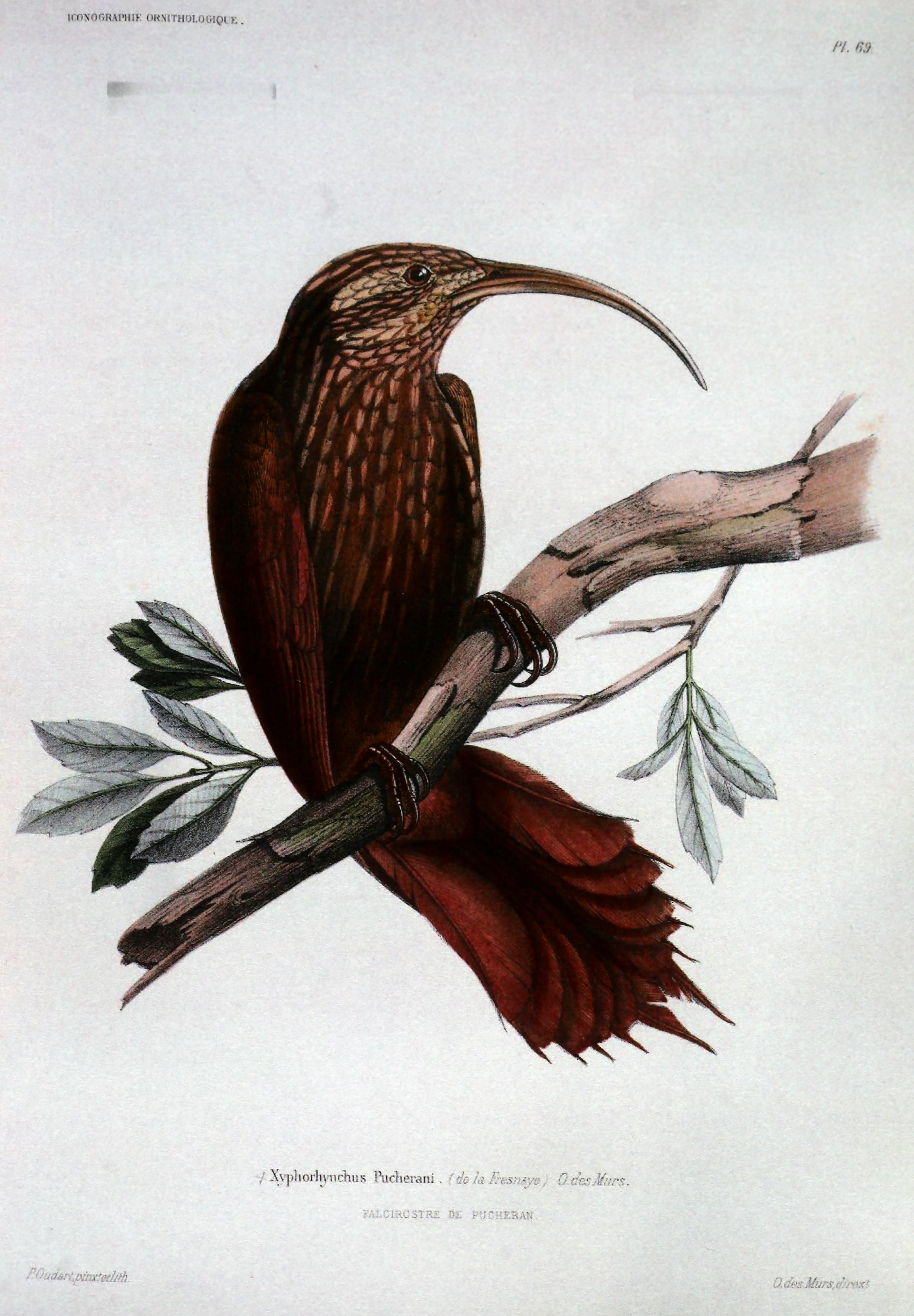
Wangenstreif-Sensenschnabel in Iconographie ornithologique
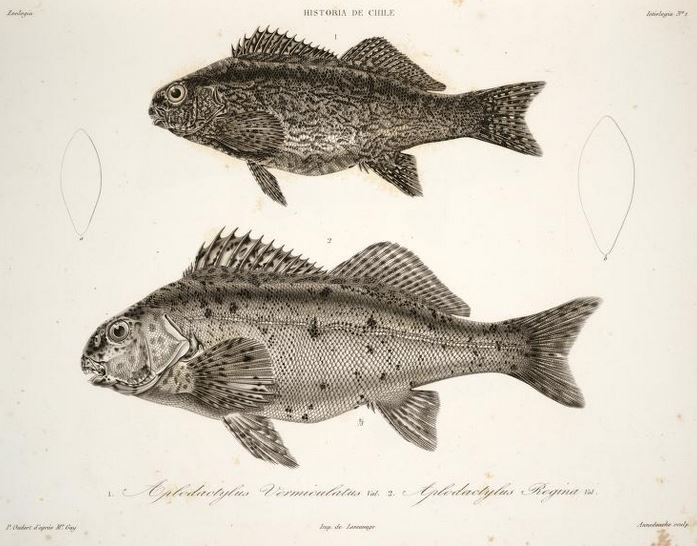
Fische in Historia Fisica y Politica de Chile
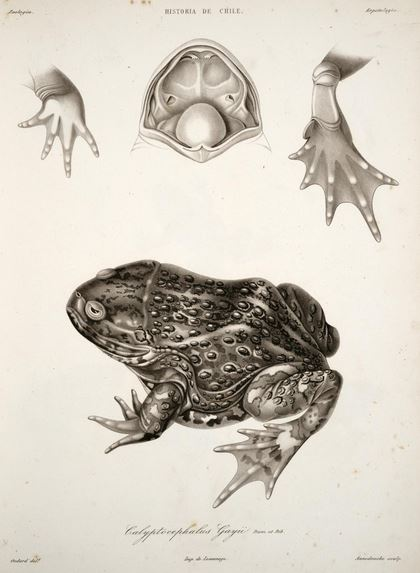
Helmkopf (Chilenischer Ochsenfrosch) in Historia Fisica y Politica de Chile
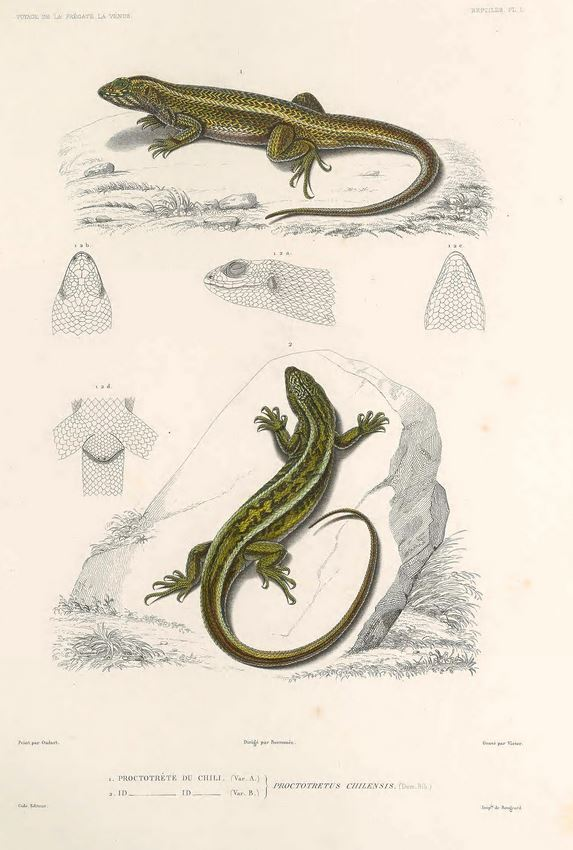
Liolaemus chiliensis in Voyage autour du monde sur la frégate la Vénus
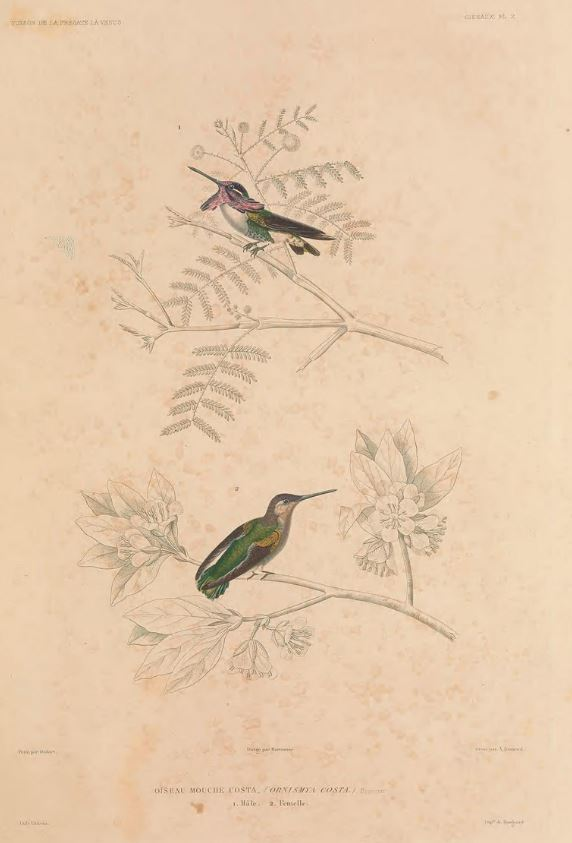
Veilchenkopfelfe in Voyage autour du monde sur la frégate la Vénus
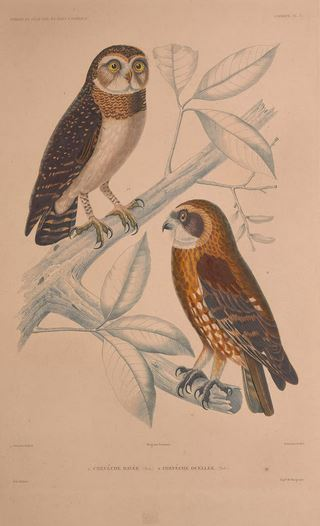
Salomonenkauz & Boobookkauz in Voyage au pole sud et dans l’Océanie
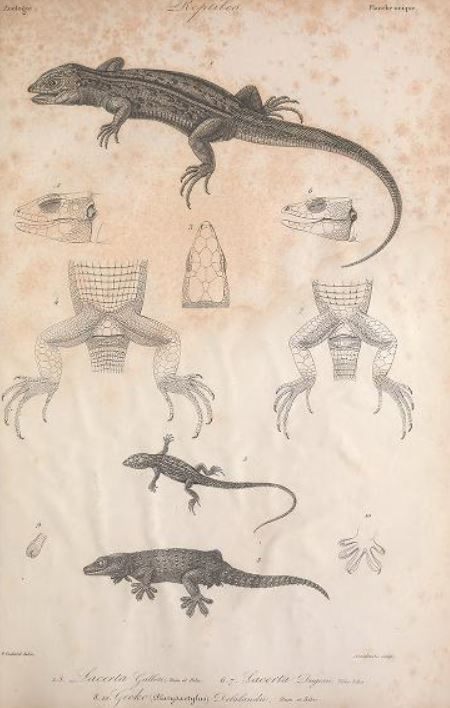
Kanareneidechse in Histoire naturelle des Iles Canaries

Oudart verstarb in seinem Domizil in der Rue Dareau 43.

## Publikationen (Auswahl)
- mit Louis Pierre Vieillot: Ornithologie Française ou Histoire Naturelle, Genérale et Particuliere des Oiseaux de France. Imp. de Ch. Motte, Paris 1823 (books.google.de).
- mit Louis Pierre Vieillot: La Galerie des Oiseaux. Band 1. Carpentier-Méricourt, Paris 1824 (biodiversitylibrary.org).
- mit Louis Pierre Vieillot: La Galerie des Oiseaux. Band 1: (Tafeln). Carpentier-Méricourt, Paris 1824 (biodiversitylibrary.org).
- in Louis de Freycinet: Voyage autour du monde, entrepris par ordre du roi, sous le ministère et conformément aux instructions de S. Exc. M. Le Vicomte du Bouchage, Secrétaire d’état au département de la Marine, exécuté sur les corvettes de S. M. l’Uranie et la Physicienne, pendant les années 1817, 1818, 1819 et 1820. Histoire Naturelle: Zoologie Planches. Imrimerie en Taille Douce de Langlois, Paris 1824 (biodiversitylibrary.org – 1824–1844).
- in Anselme Gaëtan Desmarest: Œuvre complètes de Buffon, avec les description anatomique de Daubenton, son collaborateur. Nouvelle éd., commencée par feu M. Lamouroux, Professeur d’Histoire Naturelle; et continuée par M. A. G. Desmarest, Membre titulaire de l’Académie royal de Médecine, professor de Zoologie à l’Ècole royale vétérinaire d’Alfort, membre de la Sociéte philomatique, etc. Oiseaux-Tome IV. Verdière et Ladrange, 1826 (books.google.de).
- in Louis Jean Baptiste Bory de Saint-Vincent, Pierre Peytier, Émile Puillon Boblaye, Aristide Camille Servier, Gaspard Auguste Brullé, Pierre Théodore Virlet d’Aoust, Étienne Geoffroy Saint-Hilaire, Isidore Geoffroy Saint-Hilaire, Adolphe Brongniart, Gabriel Bibron, Gérard Paul Deshayes, Félix Édouard Guérin-Méneville, Louis Anastase Chaubard, Jean Baptiste Fauché: Expédition scientifique de Morée. Section des sciences physiques, Ouvrage dédié au Roi. Publié sous les auspices de M. Guizot, Mininstre de l’instruction publiques. Atlas. chez F.G. Levrault, Paris, Straßburg 1835 (bnf.fr – 1831–1835).
- in René Primevère Lesson: Histoire naturelle des oiseaux de paradis et des épimaques; Ouvrage orné de planches, dessinées par les meilleurs artistes 40 Tafeln (Prêtre, Paul Louis Oudart). Arthus-Bertrand, Paris (biodiversitylibrary.org – 1834–1835).
- in Philip Barker Webb, Sabin Berthelot: Histoire naturelle des Iles Canaries (= Zoologie). Béthune, Paris (biodiversitylibrary.org – 1836–1846).
- in Jules Dumont d’Urville: Voyage au pole sud et dans l’Océanie sur les corvettes l’Astrolabe et la Zélée pendant les années 1837–1838–1839–1840 sous le commandement de J. Dumont d’Urville capitaine de Vasseau publié par ordre du gouvernement et sous la direction supérieure de M. Jacquinot capitaine de vaisseau, commandant de la Zelée. Zoologie (Atlas). Gide et J. Baudry, Paris (biodiversitylibrary.org – 1842–1853).
- in Abel Aubert Dupetit-Thouars: Voyage autour du monde sur la frégate la Vénus, pendant les années 1836–1839, publié par ordre du roi, sous les auspices du ministre de la marine. Atlas de Zoologie. Gide et Cie, Paris 1846 (biodiversitylibrary.org).
- in Venceslas Victor Jacquemont: Voyage Dans L’Inde Par Victor Jacquemont Pendant Les Années 1828 A 1832 Publié Sous Les Auspices De M. Guizot, Ministre De L’Instruction Publique. 2 (Atlas). Firmin Didot Fréres, Paris 1846 (haab-digital.klassik-stiftung.de).
- in Marc Athanase Parfait Œillet Des Murs: Iconographie ornithologique. Nouveau recueil général de planches peintes d’oiseaux, Pour servir de Suite et de Complément aux Planches Enluminées de Buffon, Édition in-folio et in-4° de l’Imprimerie royale, 1770 et aux planches coloriées de MM. Temminck et Laugier de Chartrouse, mêmes formats, accompagné d’un texte raisonné, critique et descriptif, publié par O. des Murs; figures dessinées et peintes par Oudard, peintre attaché au Muséum d’histoire naturelle de Paris. Band 1. Friedrich Klincksieck, Paris 1849 (biodiversitylibrary.org).
- Tafel 3 zu Frédéric de Lafresnaye: Description et figure d’une nouvelle espèce de Barbacou. In: Revue et magasin de zoologie pure et appliquée (= 2). Band 2, 1850, S. 215–216 (biodiversitylibrary.org).
- in Claude Gay: Atlas de la Historia Fisica y Politica de Chile (= Atlas). En la Imprentta de E. Thunot y Cie, Paris 1854 (biodiversitylibrary.org).
- in Philip Lutley Sclater: Synopsis of the Fissirostral Family Bucconidæ Accompanied by Four Coloured Plates of Hitherto Unfigured Species. Samuel Highley, London 1854 (books.google.de).
- in François Louis Nompar de Caumont de La Force: Expédition dans les parties centrales de l’Amérique du Sud : de Rio de Janeiro à Lima, et de Lima au Para, exécutée par Ordre du Gouvernement Francais Pendant les Année 1843 à 1847 sou las direction du Comte Francis de Castelnau. Zoologie Oiseaux. P. Bertrand, Paris 1855 (biodiversitylibrary.org).
- in François Louis Nompar de Caumont de La Force: Expédition dans les parties centrales de l’Amérique du Sud : de Rio de Janeiro à Lima, et de Lima au Para, exécutée par Ordre du Gouvernement Francais Pendant les Année 1843 à 1847 sou las direction du Comte Francis de Castelnau. Zoologie Poisson. P. Bertrand, Paris 1855 (biodiversitylibrary.org).
- in Philip Lutley Sclater: A monograph of the birds forming the tanagrine genus Calliste; illustrated by coloured plates of all the known species. John Van Voorst,, London 1857 (biodiversitylibrary.org).
- in Charles Lucien Jules Laurent Bonaparte: Iconographie des pigeons, non figurés par Mme Knip (Mlle Pauline Decourcelles) dans les deux volumes de MM. Temminck et Florent Prévost. P. Bertrand, Paris 1857 (biodiversitylibrary.org).
- in François Louis Nompar de Caumont de La Force: Expédition dans les parties centrales de l’Amérique du Sud : de Rio de Janeiro à Lima, et de Lima au Para, exécutée par Ordre du Gouvernement Francais Pendant les Année 1843 à 1847 sou las direction du Comte Francis de Castelnau. Zoologie Myriapodes et Scorpions. ´P. Bertrand, Paris (biodiversitylibrary.org – 1857–1859).
- in Paul Gervais: Zoologie et paléontologie françaises. Nouvelles recherches animaux vertébrés dont on trouve ossements enfous dans le sol de la France leur comparaison avec les espèces propres aux autre region de globe. 2. Auflage. Atlas. Arthus-Bertrand, Paris 1859 (reader.digitale-sammlungen.de).
- in James Livingston Thomson: Arcana naturæ, ou Recueil d’histoire naturelle. Au Bureau du Trésore de la Société Entomologique de France, Paris 1859 (biodiversitylibrary.org).
- Daniel Giraud Elliot: Description of Six New Species of Birds. In: The Ibis. Band 1, Nr. 4, 1859, S. 391–399 (biodiversitylibrary.org).
- in Daniel Giraud Elliot: A monograph of the Pittidæ, or family of ant-thrushes. D. Appleton and Company, New York (beeld.teylersmuseum.nl – 1861–1863).
- in Alfred Malherbe: Monographie des Picidées ou Histoire naturelle des Picidés, Pigumminés, Yuncinés ou Torcols. Band 3. Jules Veronnais, Metz 1863 (gallica.bnf.fr).
- in Alfred Malherbe: Monographie des Picidées ou Histoire naturelle des Picidés, Pigumminés, Yuncinés ou Torcols. Band 4. Jules Veronnais, Metz 1863 (gallica.bnf.fr).